# Bruno d’Harcourt

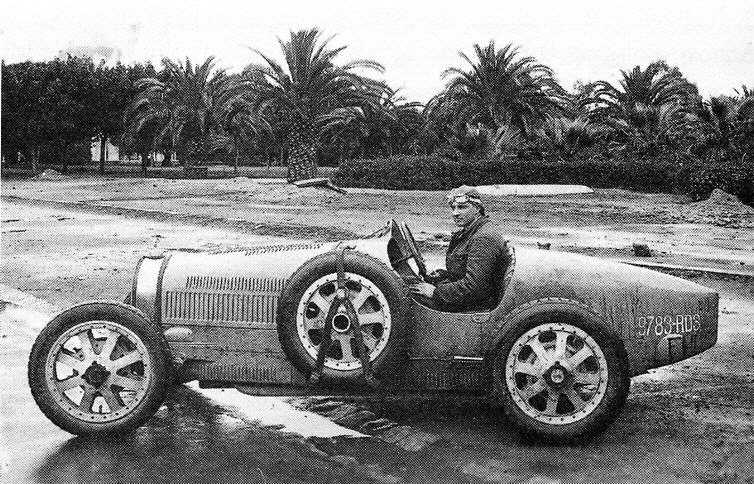
Bruno d’Harcourt, 1930

Bruno Marie Jean Bernard d’Harcourt (* 20. September 1899 in Vevey, Schweiz; † 19. April 1930 in Casablanca, Marokko) war ein französischer Automobilrennfahrer.

## Leben
Bruno d’Harcourt war der jüngste Sohn von Eugène d’Harcourt (1859–1918), Komponist und Dirigent, und seiner Frau Armande de Pierre de Bernis. Bruno d’Harcourt nahm erfolgreich als Fahrer an Automobilrennen teil. Beim Training zu einem Rennen in Casablanca verunglückte er mit seinem Bugatti und starb drei Tage später, am 19. April 1930, an seinen schweren Verletzungen.
Am 12. September 1923 heiratete Bruno d’Harcourt in Chesnay Isabelle d’Orléans (1900–1983), älteste Tochter von Jean d’Orléans, dem französischen Thronprätendenten des Hauses Orléans, und seiner Gemahlin Isabelle d’Orléans. Aus der Ehe gingen vier Kinder hervor:
- Bernard François Jean Gilbert Marie (1925–1958) ⚭ 1948–1949 Zénaïde Rachewska | ⚭ 1951 Yvonne de Contades
- Gilonne Jeanne Armande Anne Marie (* 1927) ⚭ 1950 Antoine de Dreux-Brézé
- Isabelle Henriette Christiane Gabrielle Marie (1927–1993) ⚭ 1948 Louis Marie Xavier Joachim Napoléon Murat
- Monique Gabrielle Caroline Juliette Marie (* 1929) ⚭ 1948 Alfred Boulay